# Paragarumna
Paragarumna är ett släkte av insekter. Paragarumna ingår i familjen Tropiduchidae.
Kladogram enligt Catalogue of Life:
| Paragarumna | \| \| Paragarumna melichari \| \| \| \| \| \| Paragarumna pseudolepida \| \| \| \| |
|             | \| \| Paragarumna melichari \| \| \| \| \| \| Paragarumna pseudolepida \| \| \| \| |
|             | Paragarumna melichari                                                              |
|             |                                                                                    |
|             | Paragarumna pseudolepida                                                           |
|             |                                                                                    |